# جوی مرکوری
جوی مرکوری (انگلیسی: Joey Mercury؛ زادهٔ ۱۸ ژوئیهٔ ۱۹۷۹) کشتی‌گیر کشتی حرفه‌ای اهل ایالات متحده آمریکا است.